# Strp
Strp (srbsky Стрп) je malá vesnice a přímořské letovisko v Černé Hoře nacházející se u zálivu Boka Kotorska. Je součástí opčiny města Kotor. V roce 2003 zde žilo celkem 45 obyvatel.
Sousedními letovisky jsou Lipci a Risan.